# La Chaîne parlementaire
La chaîne parlementaire er en fransk politisk tv-kanal grundlagt 21. marts 2000.
To kanaler deler kanalet : LCP Assemblée Nationale og Public Sénat.

## Eksterne henisniniger
- www.LCP.fr
- www.PublicSenat.fr

| Fjernsyn | Spire Denne artikel om en tv-kanal er en spire som bør udbygges. Du er velkommen til at hjælpe Wikipedia ved at udvide den. |